# Heiße Zeiten – Die Wechseljahre-Revue

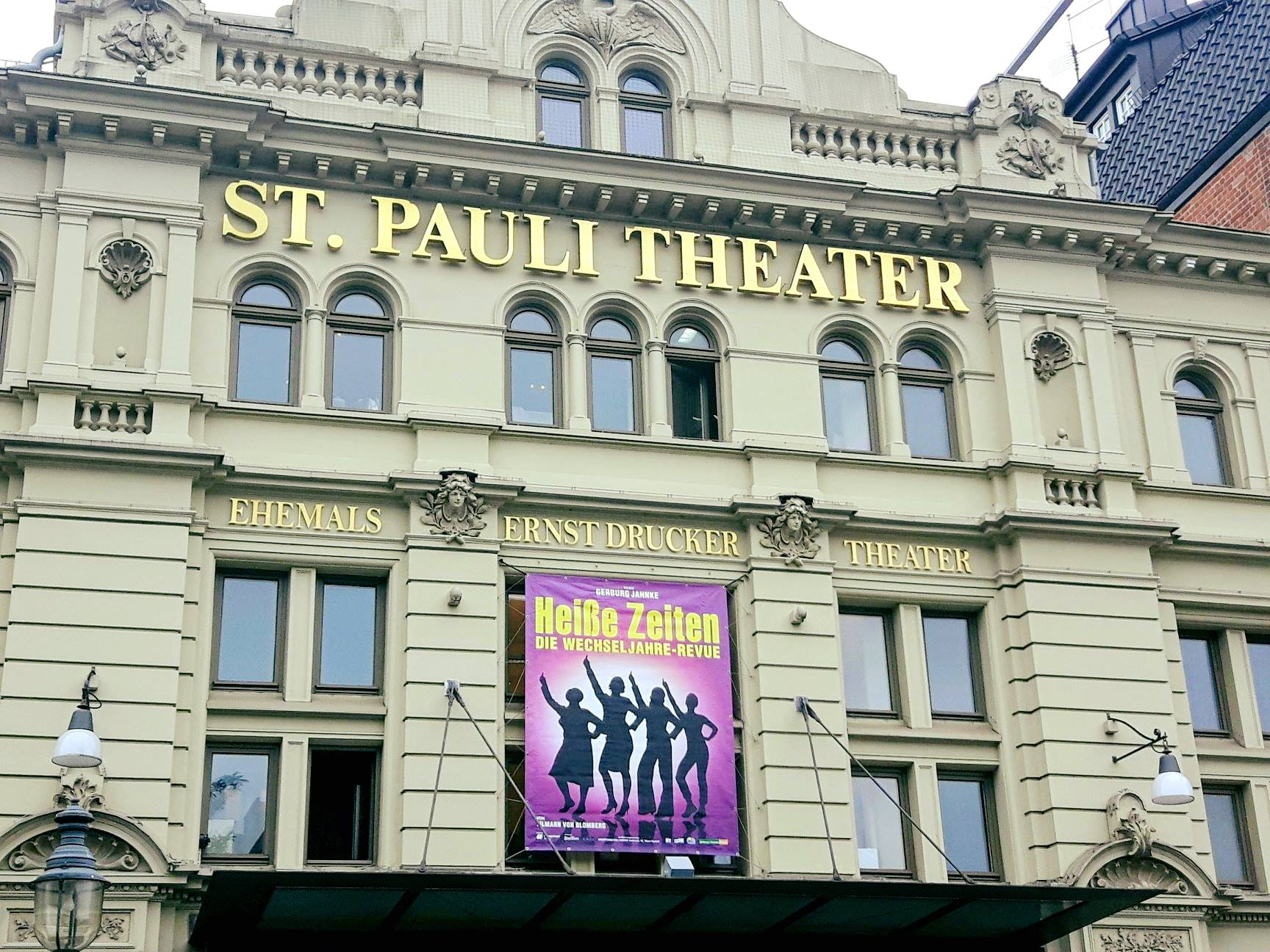
Heiße Zeiten am St. Pauli Theater Hamburg

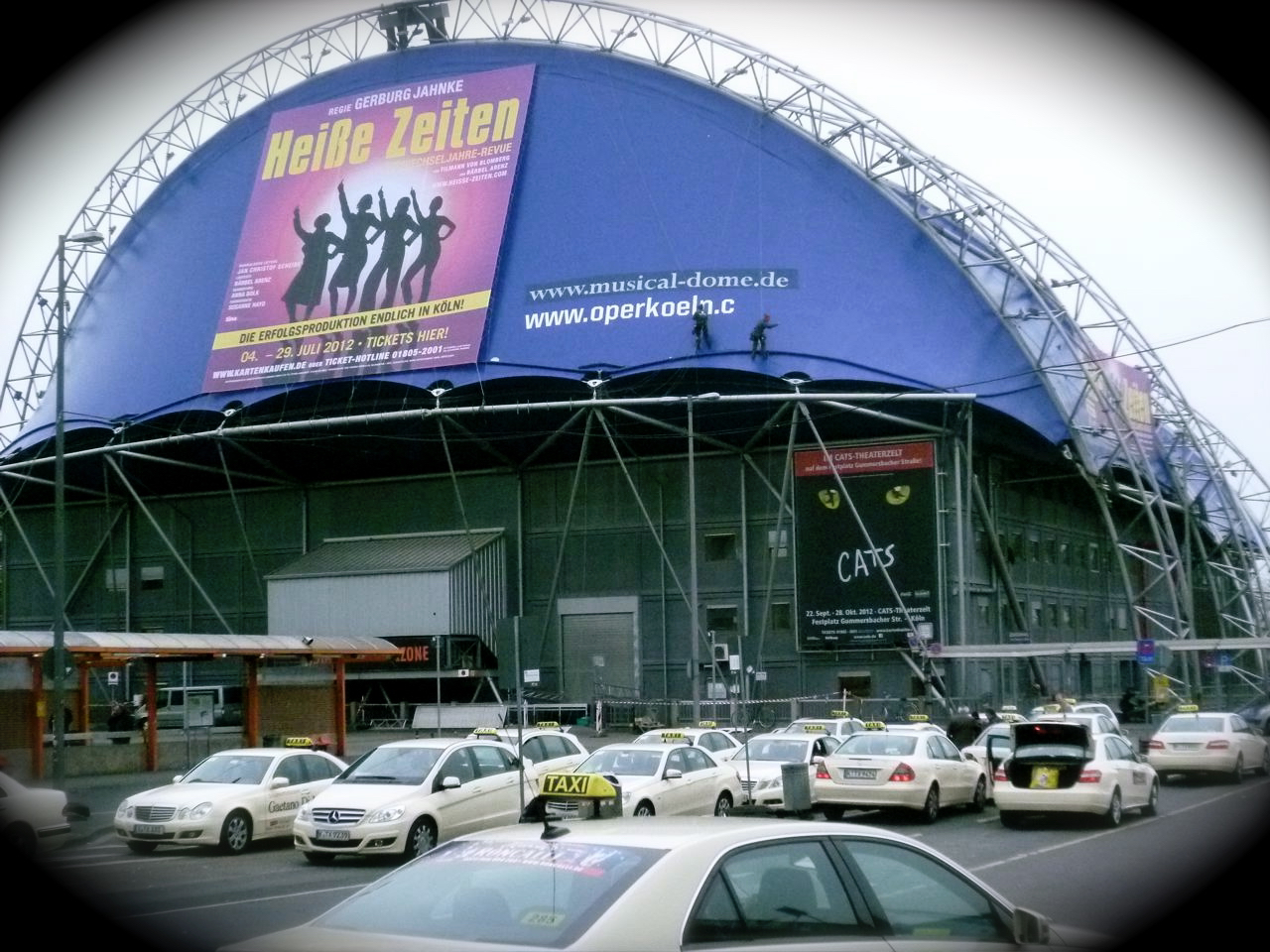
Heiße Zeiten im Musical Dome Köln

Heiße Zeiten – Die Wechseljahre-Revue ist eine Compilation-Show von Tilmann von Blomberg, Titus Hoffmann alias Bärbel Arenz, Carsten Gerlitz und Katja Wolff, die zunächst unter dem Titel Weiblich, 45 plus na und?! Wechseljahre am 23. April 2010 am Theater im Rathaus in Essen uraufgeführt wurde und wenig später, am 20. Juni 2010, in der Regie von Gerburg Jahnke als Heiße Zeiten – Die Wechseljahre-Revue am St. Pauli Theater Hamburg-Premiere feierte. Beide Produktionen wurden über mehrere Jahre, auch mehrfach auf Tour durch Deutschland, Österreich und die Schweiz, gezeigt.

## Handlung
Das Musical spielt in einer Flughafenhalle. Drei Frauen in der Menopause und eine 42-Jährige treffen sich dort, um nach New York zu fliegen, doch ihr Flug verspätet sich. Die musikalischen Nummern sind Hits der 1960er bis 1990er Jahre.

## Produktionen
Deutschland:
- Essen: Uraufführung: 23. April 2010 Theater im Rathaus
- Hamburg: Premiere: 20. Juni 2010 St. Pauli Theater
- München: Premiere: 1. Mai 2012 Deutsches Theater
- Berlin: Premiere: 3. Juli 2012 Wühlmäuse
- Köln: Premiere: 4. Juli 2012 Musical Dome
- Düsseldorf: Premiere: 1. August 2012 Capitol Theater
- Landau: Premiere: 21. Mai 2022 Stadthalle Landau

 Schweiz:
- Zürich: Premiere: 5. Mai 2011 Maag Halle
- Bern: Premiere: 10. April 2012 Theater National, Bern BE
- Basel: Premiere: 28. Mai 2013 Musical-Theater Basel

 Österreich:
- Wien: Premiere: 23. Oktober 2012 MuseumsQuartier

## Besetzung und Team

### Produktionsteam der Uraufführung
| Regie                                       | Katja Wolff                   |
| Choreografie                                | Betty Dir                     |
| Musikalische Einstudierung und Arrangements | Carsten Gerlitz               |
| Musikalische Leitung                        | Maria Baptist                 |
| Bühnenbild                                  | Susanne Füller                |
| Kostüme                                     | Heike Seidler                 |
| Lichtdesign                                 | Rolf Spahn                    |
| Sounddesign                                 | Michael Higert, Andreas Weiss |
| Videodesign                                 | Rolf Spahn, Susanne Füller    |

### Besetzung der Uraufführung
| Rolle            | DarstellerIn            |
| ---------------- | ----------------------- |
| Die Hausfrau     | Angelika Mann           |
| Die Vornehme     | Inez Timmer             |
| Die Karrierefrau | Kerstin Marie Mäkelburg |
| Die Junge        | Mary Harper             |

### Produktionsteam der Hamburger Premiere
| Regie                | Gerburg Jahnke       |
| Choreographie        | Susanne Hayo         |
| Musikalische Leitung | Jan Christof Scheibe |
| Bühnenbild           | Eva Stankowski       |
| Kostüme              | Eva Humbug           |

### Besetzung der Hamburger Premiere
| Rolle            | DarstellerIn      |
| ---------------- | ----------------- |
| Die Hausfrau     | Sabine Urig       |
| Die Vornehme     | Marion Martienzen |
| Die Karrierefrau | April Hailer      |
| Die Junge        | Anna Bolk         |